# Светско првенство у скоковима у воду 2017 — торањ 10 м за мушкарце
Такмичење у скоковима у воду за мушкарце у дисциплини торањ 10 метара на Светском првенству у скоковима у воду 2017. одржано је 21. јул (квалификације и полуфинале) и 22. јула (финале) 2017. године као део програма Светског првенства у воденим спортовима. Такмичења су се одржала у базену Дунав арене у Будимпешти (Мађарска).
Учестовала су укупно 42 такмичара из 26 земаља. Нови светски првак постао је британски скакач Том Дејли који је у неизвесној и узбудљивој завршници тријумфовао са 590,95 бодова, свега 5,7 бодова испред другопласираног Кинеза Чен Ајсена. Бронзану медаљу освојио је такође кинески репрезентативац Јанг Ђен.

## Освајачи медаља
|                 | Резултат |                 | Резултат |                | Резултат |
|                 |          |                 |          |                |          |
| Том Дејли (ВБР) | 590,95   | Чен Ајсен (КИН) | 585,25   | Јанг Ђен (КИН) | 656,15   |

## Учесници по земљама
На такмичењу су учестовала укупно 42 скакача из 26 земаља. Свака од земаља имала је право да учествује са максимално 2 такмичара у овој дисциплини.
- Аустралија (2)
- Белорусија (1)
- Бразил (1)
- Велика Британија (2)
- Венецуела (1)
- Доминиканска Република (1)
- Египат (2)
- Италија (2)
- Јапан (1)
- Јерменија (2)
- Јужна Кореја (2)
- Канада (2)
- Кина (2)
- Колумбија (2)
- Куба (2)
- Мађарска (1)
- Малезија (1)
- Мексико (2)
- Немачка (2)
- Румунија (1)
- Русија (2)
- Северна Кореја (2)
- Сингапур (1)
- Сједињене Државе (2)
- Украјина (1)
- Француска (2)

## Резултати
Квалификације су одржане 21. јула са почетком у 10:00 часова, а полуфинале истог дана од 15:30 часова. Финале је одржано дан касније, 22. јула од 18:30 часова.
| ПЛ. | Такмичарка           | Репрезентација         | Квалификације | Квалификације | Полуфинале        | Полуфинале        | Финале            | Финале            |
| ПЛ. | Такмичарка           | Репрезентација         | Поена         | Плас.         | Поена             | Плас.             | Поена             | Плас.             |
| --- | -------------------- | ---------------------- | ------------- | ------------- | ----------------- | ----------------- | ----------------- | ----------------- |
|     | Том Дејли            | Велика Британија       | 515,10        | 03.           | 498,65            | 02.               | 590,95            | 01.               |
| 2   | Чен Ајсен            | Кина                   | 553,50        | 01.           | 488,55            | 03.               | 585,25            | 02.               |
| 3   | Јанг Ђен             | Кина                   | 521,65        | 02.           | 441,75            | 11.               | 565,15            | 03.               |
| 04. | Александар Бондар    | Русија                 | 436,30        | 10.           | 509,10            | 01.               | 484,80            | 04.               |
| 05. | Максим Долгов        | Украјина               | 432,50        | 11.           | 413,55            | 12.               | 484.70            | 05.               |
| 06. | Дејвид Динсмор       | Сједињене Државе       | 429,95        | 12.           | 483,10            | 04.               | 479,75            | 06.               |
| 07. | Бенжамин Офре        | Француска              | 406,80        | 17.           | 467,70            | 07.               | 469,35            | 07.               |
| 08. | Виктор Минибајев     | Русија                 | 466,30        | 05.           | 463,40            | 08.               | 463,60            | 08.               |
| 09. | Рандал Виљарс        | Мексико                | 441,85        | 08.           | 463,25            | 09.               | 452,35            | 09.               |
| 10. | Ву Харам             | Јужна Кореја           | 441,30        | 09.           | 442,60            | 10.               | 435,60            | 10.               |
| 11. | Ри Хјонју            | Северна Кореја         | 488,70        | 04.           | 468,80            | 06.               | 434,85            | 11.               |
| 12. | Мети Ли              | Велика Британија       | 445,40        | 07.           | 472,35            | 05.               | 423,55            | 12.               |
| 13. | Домоник Беџгуд       | Аустралија             | 450,30        | 06.           | 404,45            | 13.               | Нису се пласирали | Нису се пласирали |
| 14. | Тимо Бартел          | Немачка                | 413,90        | 14.           | 387,05            | 14.               | Нису се пласирали | Нису се пласирали |
| 15. | Владимир Барбу       | Италија                | 404,95        | 18.           | 380,30            | 15.               | Нису се пласирали | Нису се пласирали |
| 16. | Андрес Виљареал      | Мексико                | 414,55        | 13.           | 379,95            | 16.               | Нису се пласирали | Нису се пласирали |
| 17. | Хесус Лиранзо        | Венецуела              | 407,55        | 16.           | 373,05            | 17.               | Нису се пласирали | Нису се пласирали |
| 18. | Деклан Стејси        | Аустралија             | 409,45        | 15.           | 305,00            | 18.               | Нису се пласирали | Нису се пласирали |
| 19. | Вадим Каптур         | Белорусија             | 396,20        | 19.           | Нису се пласирали | Нису се пласирали | Нису се пласирали | Нису се пласирали |
| 20. | Венсан Рјендо        | Канада                 | 389,25        | 20.           | Нису се пласирали | Нису се пласирали | Нису се пласирали | Нису се пласирали |
| 21. | Итан Питман          | Канада                 | 386,50        | 21.           | Нису се пласирали | Нису се пласирали | Нису се пласирали | Нису се пласирали |
| 22. | Владимир Харутјунјан | Јерменија              | 375,50        | 22.           | Нису се пласирали | Нису се пласирали | Нису се пласирали | Нису се пласирали |
| 23. | Флоријан Фандлер     | Немачка                | 375,05        | 23.           | Нису се пласирали | Нису се пласирали | Нису се пласирали | Нису се пласирали |
| 24. | Ким Јонгнам          | Јужна Кореја           | 361,10        | 24.           | Нису се пласирали | Нису се пласирали | Нису се пласирали | Нису се пласирали |
| 25. | Хјон Илмјонг         | Северна Кореја         | 357,20        | 25.           | Нису се пласирали | Нису се пласирали | Нису се пласирали | Нису се пласирали |
| 26. | Џордан Виндл         | Сједињене Државе       | 351,75        | 26.           | Нису се пласирали | Нису се пласирали | Нису се пласирали | Нису се пласирали |
| 27. | Кристијан Шомхеђи    | Мађарска               | 349,85        | 27.           | Нису се пласирали | Нису се пласирали | Нису се пласирали | Нису се пласирали |
| 28. | Казуки Мураками      | Јапан                  | 349,70        | 28.           | Нису се пласирали | Нису се пласирали | Нису се пласирали | Нису се пласирали |
| 29. | Исак Соуза           | Бразил                 | 348,90        | 29.           | Нису се пласирали | Нису се пласирали | Нису се пласирали | Нису се пласирали |
| 30. | Матија Плачиди       | Италија                | 346,00        | 30.           | Нису се пласирали | Нису се пласирали | Нису се пласирали | Нису се пласирали |
| 31. | Хејнклер Агире       | Куба                   | 342,40        | 31.           | Нису се пласирали | Нису се пласирали | Нису се пласирали | Нису се пласирали |
| 32. | Јусманди Паз         | Куба                   | 330,00        | 32.           | Нису се пласирали | Нису се пласирали | Нису се пласирали | Нису се пласирали |
| 33. | Џонатан Чан          | Сингапур               | 328,00        | 33.           | Нису се пласирали | Нису се пласирали | Нису се пласирали | Нису се пласирали |
| 34. | Лоаз Зимчак          | Француска              | 324,60        | 34.           | Нису се пласирали | Нису се пласирали | Нису се пласирали | Нису се пласирали |
| 35. | Чев Јивеј            | Малезија               | 323,85        | 35.           | Нису се пласирали | Нису се пласирали | Нису се пласирали | Нису се пласирали |
| 36. | Хуан Рејес           | Колумбија              | 317,65        | 36.           | Нису се пласирали | Нису се пласирали | Нису се пласирали | Нису се пласирали |
| 37. | Кевин Гарсија        | Колумбија              | 313,85        | 37.           | Нису се пласирали | Нису се пласирали | Нису се пласирали | Нису се пласирали |
| 38. | Јусеф Езат           | Египат                 | 295,70        | 38.           | Нису се пласирали | Нису се пласирали | Нису се пласирали | Нису се пласирали |
| 39. | Мохаб Мохимен        | Египат                 | 293,55        | 39.           | Нису се пласирали | Нису се пласирали | Нису се пласирали | Нису се пласирали |
| 40. | Франдијел Гомез      | Доминиканска Република | 282,10        | 40.           | Нису се пласирали | Нису се пласирали | Нису се пласирали | Нису се пласирали |
| 41. | Вартан Бајадурјан    | Јерменија              | 280,90        | 41.           | Нису се пласирали | Нису се пласирали | Нису се пласирали | Нису се пласирали |
| 42. | Аурелијан Драгомир   | Румунија               | 278,35        | 42.           | Нису се пласирали | Нису се пласирали | Нису се пласирали | Нису се пласирали |